# Нојштрелиц
Нојштрелиц (њем. Neustrelitz) град је у њемачкој савезној држави Мекленбург-Западна Померанија. Једно је од 53 општинска средишта округа Мекленбург-Штрелиц. Према процјени из 2010. у граду је живјело 21.669 становника. Посједује регионалну шифру (AGS) 13055050.

## Географски и демографски подаци
Нојштрелиц се налази у савезној држави Мекленбург-Западна Померанија у округу Мекленбург-Штрелиц. Град се налази на надморској висини од 75 метара. Површина општине износи 138,2 km². У самом граду је, према процјени из 2010. године, живјело 21.669 становника. Просјечна густина становништва износи 157 становника/km².

## Међународна сарадња
| Мјесто     | Држава | Врста сарадње | Од    |
| ---------- | ------ | ------------- | ----- |
| Чајковски  | Русија | пријатељство  | 1993. |
|            | Пољска | партнерство   | 1983. |
| Рованијеми | Финска | пријатељство  | 1963. |
| Извор      |        |               |       |